# Твин Оукс (коммуна)

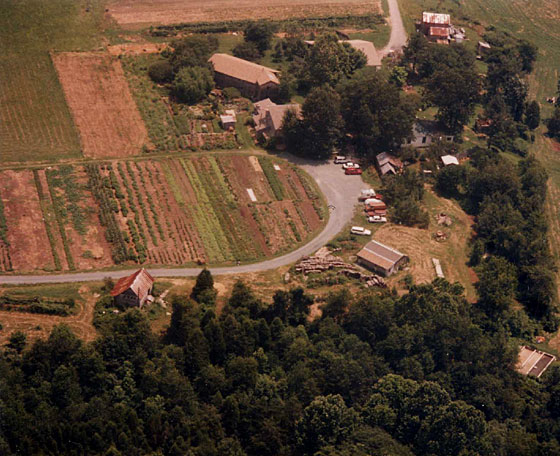
Главный въезд и коммунальный сад в Твин Оукс (аэрофотосъёмка)

Коммуна «Твин Оукс» (англ. Twin Oaks Community) — экопоселение и идейная община в округе Луиза штата Вирджиния, США. В настоящее время в ней состоит около 100 человек, проживающих на территории 450 акров (180 га). Член «Федерации эгалитарных общин» (англ. Federation of Egalitarian Communities). Основана в 1967 году. Это одна из старейших и крупнейших светских идейных общин в Северной Америке. Основные ценности коммуны — кооперация / взаимопомощь, эгалитаризм, ненасилие, устойчивость окружающей среды и обобществление доходов. Летом 2015 года в коммуне проживало примерно сто человек.

## История
Коммуна была основана в 1967 году на участке земли площадью 123 акра (0,49776333991 км2), на котором до этого была табачная ферма. Основателей было восемь человек, не имевших опыта в сельском хозяйстве, в их числе — Кэт Кинкейд, которая позже написала две книги про эту общину.
Первоначально коммуна создавалась на основе идей, почерпнутых из книги Б. Ф. Скиннера «Второй Уолден» (англ. Walden Two) — бихевиористской утопии. Однако эти идеи были довольно скоро отвергнуты, уступив место принципам эгалитаризма. В первые несколько лет своего существования коммуна «Твин Оукс» столкнулась со значительными трудностями, включая высокую текучесть кадров и низкие доходы членов коммуны; также возникали споры из-за совместных финансов и детей. Но при этом, по словам Кинкейд, община сумела избежать тех проблем, которые обычно связывают с жизнью в коммуне — нежеланием трудиться, попытками жить за чужой счёт, несогласованностью действий вследствие отсутствия организационной структуры. Этого удалось избежать благодаря принятию структурированной, но при этом гибкой, системы организации труда.
Эта система, с некоторыми изменениями, сохранилась в «Твин Оукс» и по сей день. В новелле Скиннера предполагалось в качестве оплаты труда производить начисление «переменных кредитных часов». За один час рабочего времени на разных работах предполагалось начислять различное количество «кредитных часов», чтобы и на более трудную работу находились желающие её выполнять. Но когда количество членов коммуны, проживающих в Твин Оукс, достигло примерно сорока человек, никакая из работ не была всеми желанной или всеми нежеланной, и система кредитных часов стала приводить к неразберихе насчёт того, какую работу следует выполнить в первую очередь. Модифицированная версия этой системы организации труда, применяемая в Твин Оукс в настоящее время, использует «стандартизированные кредиты»: за любую работу в коммуне начисляется одинаковое количество «кредитных часов», и установлено обязательное минимальное время работы для взрослых, трудящихся в коммуне: 42 часа в неделю.

## Современность

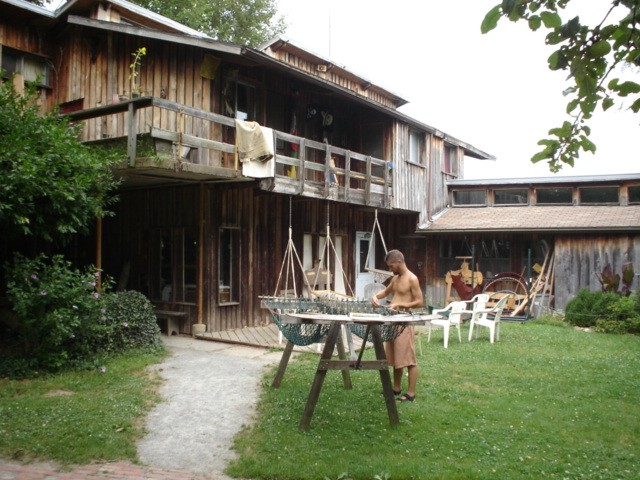
Плетение гамаков — один из основных источников дохода в «Твин Оукс».

По данным «Daily Mail», в августе 2015 года в коммуне «Твин Оукс» проживало 92 взрослых члена коммуны и 13 детей.
Желающий вступить в коммуну должен пройти трёхнедельный «гостевой период», во время которого посетитель-кандидат знакомится с действующими членами коммуны, их работой и внутренним распорядком. В отличие от большинства кохаузингов, в «Твин Оукс» не требуется уплата вступительных и регулярных членских взносов. С 2011 года желающих вступить в коммуну «Твин Оукс» стало так много, что образовалась очередь по записи, в которой приходится ожидать в среднем от 3 до 9 месяцев. Общее количество членов коммуны ограничено, и сейчас новый человек может быть принят в неё, только если кто-то из прежних участников выйдет из организации. Раньше коммуна «Твин Оакс» при наличии длительной очереди из желающих стать её членами строила новые жилые дома и расширялась.
За 42 часа работы в неделю каждый член коммуны получает обеспечение его основных материальных потребностей: в пище, одежде, жилище, медицинской помощи. В «Твин Оукс» введена 42-часовая рабочая неделя для взрослых членов коммуны. Дети с четырёх лет и пожилые старше 50 лет также обязаны трудиться не меньше одного часа в неделю на посильных для них работах. Одни работы напрямую связаны с получением денежного дохода коммуны, другие — с обеспечением её жизнедеятельности: садоводство и огородничество, приготовление пищи, ремонт велосипедов, уборка и ремонт жилищ, присмотр за детьми. Многие члены коммуны занимаются различными работами в течение одной недели, а не посвящают всё своё рабочее время одной специальности. Другие могут выбрать оплачиваемую работу за пределами коммуны, но доход от неё они должны отдавать на нужды коммуны в обмен на начисленные им «кредитные часы». Если член коммуны работает свыше 42 часов в неделю, за «сверхурочные» часы ему может быть предоставлен отпуск.
Взамен этого коммуна предоставляет каждому члену значительное социальное обеспечение: никто ни в каком случае не должен голодать, оставаться без работы, жилья, необходимой одежды и медицинской помощи.
Дома, в которых живут коммунары, похожи на общежития. У каждого может быть своя отдельная спальня, но другие жилые пространства — общие.
Многие члены «Твин Оукс» практикуют свободную любовь, но при этом на рождение ребёнка требуется разрешение коммуны, потому что содержание и воспитание детей осуществляется за счёт всей коммуны, а не только их родителей. Дети, проживающие в «Твин Оукс», получают среднее образование там же: в главном здании коммуны для них организованы учебные классы.
Телевизоры и видеоигры в «Твин Оукс» запрещены, но при этом разрешатся просмотр видеозаписей фильмов и телепередач, допускается работать на общественных компьютерах, в том числе и в Интернете. Члены коммуны часто занимаются другими формами совместного отдыха: танцами, медитациями, обсуждением литературных произведений, самодеятельными театральными спектаклями, настольными играми.
В соответствии с принципами ненасилия, в «Твин Оукс» запрещено оружие и выращивание скота на убой (содержат только молочных коров).
Коммуна «Твин Оукс» является светской организацией и не связана с определённой религией. Религиозные убеждения её членов различны; есть среди них и христиане, и атеисты, и язычники, и буддисты, и представители других религий. В «Твин Оукс» празднуют и викканские хэндфастинги, и дни равноденствий, и христианский День благодарения, а также 16 июня — день основания коммуны.
Текучесть кадров в «Твин Оукс» сейчас значительно ниже, чем была поначалу. Многие бывшие члены коммуны поселились в соседних населённых пунктах — Шарлотсвилле и Луизе — и сохраняют определённые связи с «Твин Оукс».

## Коммерческая деятельность коммуны
Община «Твин Оукс» владеет несколькими коммерческими предприятиями, включая «Twin Oaks Tofu», «Twin Oaks Hammocks» и «Twin Oaks Book Indexing». Занимаются также органическим растениеводством — как для собственных нужд, так и для продажи на внешнем рынке. Также коммунары работают в собственном семеноводческом хозяйстве «Twin Oaks Seed Farm», производящем семена для обмена через «Southern Exposure Seed Exchange». Все эти предприятия, вместе взятые, приносят коммуне годовой доход около 600 тысяч долларов США. Полученные деньги расходуются на содержание коммуны и приобретение для неё товаров, которые она сама не может на месте производить. Также любой член коммуны каждый месяц получает некоторую сумму на «карманные расходы» (в 2015 году она составляла 103 доллара США) — то есть покупку тех необходимых лично ему товаров и услуг, которые коммуна не может предоставить. По мнению новостных журналистов, долгожительство коммунистической общины обеспечено как раз тем, что она успешно торгует на капиталистическом рынке сыром тофу и гамаками собственного производства.

## Участие «Твин Оукс» в общественном движении
«Твин Оукс» способствовала созданию трёх «дочерних» коммун:
- «Эйкорн» (расположена в 11 километрах от «Твин Оукс»);
- «Живая энергия» (англ. Living energy farm) (расположена в том же округе Луиза штата Виргиния);
- «Восточный ветер» — на юге центрального Миссури.

В «Твин Оукс» при поддержке «Движения за идейные общины» проводятся ежегодные встречи участников идейных общин. В августе каждого года в «Твин Оукс» также проводится «Конференция сообществ» (англ. The  Communities Conference) и «Женское собрание» (англ. Women's Gathering).

## В культуре
История коммуны «Твин Оукс» подробно изложена в книгах Кэт Кинкейд: «Эксперимент „Уолден-2“»(англ. A Walden Two Experiment) повествует о первых пяти годах существования общины, «Это всё ещё Утопия?» (англ. Is it Utopia Yet?) — о последующих двух десятилетиях. В 1980-х годах вышла в свет книга «Живя в мечте» (англ. Living the Dream), написанная Ингрид Комар (англ. Ingrid Komar) — матерью одного из тогдашних членов коммуны. Про «Твин Оукс» также написано множество газетных и журнальных статей, дюжина магистерских квалификационных работ и полдюжины диссертаций. Перечень этих публикаций доступен на сайте коммуны.

## Охрана окружающей среды
Коммуна «Твин Оукс» стремится к достижению устойчивого развития. В среднем, участник коммуны потребляет значительно меньше ресурсов, чем средний гражданин США — благодаря практике совместного использования ресурсов и самообеспечения. Обобществлены все ресурсы, за исключением личных вещей и спальных комнат. Например, в совместном использовании находятся строения, 17 транспортных средств и большая «библиотека одежды». Члены «Твин Оукс» потребляют (на душу населения) на 70 % меньше бензина, на 80 % меньше электроэнергии и на 76 % меньше природного газа, чем их соседи.

## Критика
Члены «Твин Оукс» признают, что им пока что не удалось создать совершенное человеческое общество; они даже выпустили книгу для гостей под названием «Пока что не Утопия» (англ. Not Utopia Yet). Одним из недостатков жизни в коммуне является слабое обеспечение приватности. Те, кто прожили в «Твин Оукс» несколько лет, включая Кинкейд, иногда чувствовали себя там, как в некоей «ловушке» — из-за того, что у коммунара мало возможностей накопить собственные сбережения или капитал, без которых жизнь за пределами коммуны будет связана с серьёзными затруднениями, особенно в первое время.